# 湯姆森灣
65°6′S 63°14′W / 65.100°S 63.233°W
湯姆森灣是南極洲的海灣，位於葛拉漢地的丹科海岸，處於埃蒂安港以北的弗蘭德雷斯灣，寬1.9公里，由讓-巴蒂斯特·夏古率領的法國探險隊繪入地圖，以該國的海軍大臣命名。